# Telipna maesseni
Telipna maesseni är en fjärilsart som beskrevs av Henry Stempffer 1970. Telipna maesseni ingår i släktet Telipna och familjen juvelvingar. Inga underarter finns listade i Catalogue of Life.